# ناحیه تیزی وزو
ناحیه تیزی وزو (به عربی: دائرة تیزی وزو) یک منطقهٔ مسکونی در الجزایر است که در استان تیزی وزو واقع شده‌است. ناحیه تیزی وزو ۱۰۲٫۳۶ کیلومتر مربع مساحت و ۱۳۵٬۰۸۸ نفر جمعیت دارد.